# Sibylle Hentschel
Sibylle Hentschel (* 1938 in Radebeul) ist eine deutsche Schriftstellerin.

## Leben
Hentschel studierte von 1959 bis 1963 an der Filmhochschule Potsdam-Babelsberg, danach arbeitete sie beim Fernsehen. Ab 1969 war sie freischaffend tätig.
Sie begann ihre literarische Tätigkeit im Jahr 1975. Gemeinsam mit Beate Morgenstern schuf sie 1978 das Hörspiel Pellkartoffel, 1981 folgte mit Andi ein weiteres Hörspiel. ab 1983 schrieb sie Erzählungen, u. a. Besuch bei Florian in der Reihe Die kleinen Trompeterbücher (Bd. 157).

## Werke
- zusammen mit Beate Morgenstern: Pellkartoffel. In: Theater der Zeit: Zeitschrift für Politik und Theater. 37 (1982), H. 11, S. 64–72.
- Besuch bei Florian. Kinderbuchverlag, Berlin 1983.
- Die Glocke. In: Alma fliegt: 31 neue Märchen von der Liebe. 1988, S. 98–102.
- Umklammerung. Der Morgen, Berlin 1990, ISBN 3371002713.